# Ариас Мадрид, Армодио
Армодио Ариас Мадрид (исп. Harmodio Arias Madrid, 3 июля 1886, Пенономе, Колумбия — 23 декабря 1962) — панамский государственный деятель, и. о. президента (1931), президент Панамы (1932—1936).

## Биография
Изучал право в Саутпорте, Англия, затем окончил юридический факультет Кембриджского университета с присуждением степени бакалавра искусств и права. Затем получил докторскую степень Лондонского университета. В течение нескольких лет работал в юридической фирме Fábrega y Arias. В 1910—1912 г. работал в основном в качестве автора специальной юридической литературы.
После прихода в политику за короткое время поднялся по служебной лестнице до должности заместителя министра внутренних дел. В 1920 г. был назначен делегатом на первом заседании Лиги Наций, в том же году он был избран членом палаты Третейского суда в Гааге. В 1921 году он был назначен послом Панамы в Аргентине, а в 1931 г. непродолжительное время являлся послом в Соединенных Штатах. В 1925 г. основал газету Panamá América.
В 1931 г. был утвержден исполняющим обязанности президента Панамы, а с 1932 по 1936 гг. являлся президентом страны. Выступил одним из лидеров революционного движения в 1931 г., которое привело к смещению администрации Флоренсио Армодио Аросемены. На посту главы государства стал первым президентом Латинской Америки, который стал проводить пресс-конференции. Выступал с антиамериканских и антиолигархических позиций, впервые начал реализацию программ помощи беднейшим сельским слоям населения. также занимался развитием общественных работ, строительством школ и гидротехнических сооружений.
Основал Университет Панамы, который стал координационным центром политической артикуляции ценностей среднего класса интересов и национально ориентированных взглядов. Добился заключения Договора Альфаро-Халл (1936) с США, который увеличил вклад Соединенных Штатов в развитие Панамы до $ 430000; Также ему удалось ограничить свободное передвижение войск США в Панаме. Несмотря на успех переговоров, он потерпел поражение на выборах в 1936 г.
Также преподавал римское и международное право в Университете Панамы. Он был также членом Академий исторических наук в Буэнос-Айресе и Каракасе, а также панамского общества международного права.
Скончался на борту самолета, возвращаясь на родину из Соединенных Штатов.
Его брат, Арнульфо Ариас Мадрид был впоследствии также избран президентом Панамы (1940—1941 и 1949—1951). Сын политика, Роберто Ариас, был известным панамским журналистом, дипломатом и политическим деятелем.

## Избранные труды
- Национальность и натурализация в Латинской Америке, Лондон, 1910
- Доктрина единства пути, 1910
- Вклад Латинской Америки в развитие международного права, 1911
- Панамский канал: исследование в области международного права и дипломатии, 1911
- Оговорка об освобождении от ответственности государств за ущерб, причиненный иностранцам, Нью-Йорк, 1912
- Налоговый кодекс, Барселона.
- О владельце и президенте компании «El Panamá-América».